# ثيمليش أوهينغا
ثيمليش أوهينغا هو مجمع من الآثار الحجرية في مقاطعة ميغوري، نيانزا، كينيا، شرق أفريقيا. وهو الأكبر من بين 138 موقعًا تحتوي على 521 مبنى حجريًا بُنيت حول منطقة بحيرة فيكتوريا في كينيا، وتتميز هذه المواقع بكثافة عالية يتكون المجمع الرئيسي لثيمليش أوهينغا من جدران تتراوح من 1–3 م (3.3–9.8 قدم) في السُمك، و1–4.2 م (3.3–13.8 قدم)ارتفاعها بُنيت الهياكل من كتل غير مُهَيَّأة، وصخور، وحجارة مُثبتة في مكانها دون ملاط بحيث تتشابك الحجارة المُكدَّسة بكثافة، ويُعتقد أن الموقع يعود إلى القرن الخامس عشر أو قبله.

## علم أصول الكلمات
وثّق نيفيل تشيتيك، المدير السابق للمعهد البريطاني للتاريخ والآثار في شرق أفريقيا، الموقع في ستينيات القرن الماضي، وبدأ باحثون من المتاحف الوطنية الكينية العمل في الموقع عام 1980. أُعلن ثيمليش أوهينغا، الذي كان يُطلق عليه سابقًا اسم وادي لياري نسبةً إلى وادٍ يقع شمال شرق المنطقة، رسميًا كنصب تذكاري وطني كيني باسمه الجديد عام 1981، وقد تغيّر الاسم لأن وادي لياري لم يصف الموقع بدقة.
يسكن المنطقة شعب لوو.، وتعني ثيمليش "غابة كثيفة مخيفة" وأوهينغا "حصن كبير" بلغة دهولو، لغة لوو.

## الموقع
يقع ثيمليش أوهينغا على 181 كـم (112 ميل) جنوب كيسومو في مقاطعة ميجوري، على تلة منحدرة بحوالي 46 كـم (29 ميل) شمال غرب مدينة ميجوري بالقرب من مناجم ماكالدر.، وتتركز المواقع الـ 137 الأخرى المشابهة لها في مناطق كارونغو، وكاديم كانيامكاغو، وغواسي، ورؤوس بحيرة كاكسينجيري، وكانيدوتو، وكانياموا.

## الهدف
يشير حجم ثيمليش أوهينغا والهياكل المرتبطة بها إلى مجتمع منظم يمكنه حشد العمالة والموارد، حيث وفرت الصخور المتوفرة بسهولة من البيئة المحلية المواد التي بُنيت بها الحظائر، تنص تقاليد لو الشفوية على أن الحظائر بُنيت للحماية من الحيوانات البرية وسارقي الماشية والجماعات المعادية الأخرى، وتشير هذه التقاليد إلى أن ثيمليش أوهينغا قد بُنيت من قبل السكان آنذاك لتكون بمثابة حماية من الغرباء في منطقتي كاديم وكانياموا، وكذلك من الجماعات العرقية المجاورة مما يُعرف الآن بتنزانيا، وبصرف النظر عن كونها حصنًا دفاعيًا، كانت ثيمليش أوهينغا أيضًا مركزًا اقتصاديًا ودينيًا واجتماعيًا.

## البناؤون والسكان
لا يزال التأريخ الدقيق للموقع غير حاسمتم العثور على رقائق Quatz من نوع العصر الحجري المتأخر في الموقع ويُفترض أنها تسبقه، ويوجد بعض الجدل فيما يتعلق بأصل وبناة ثيمليش أوهينغا والمستوطنات الأخرى ذات الجدران الحجرية، ومع ذلك نظرًا لأن جميع الأدلة التاريخية واللغوية والوراثية الحالية تشير إلى حدوث درجة عالية من حركة السكان والاختلاط في العصور ما قبل الاستعمارية والاستعمارية، فإن الاستدلالات البسيطة على الهوية العرقية أو اللغوية لبناة هذا الموقع ضعيفة في أحسن الأحوال، وخلصت الدراسات الأثرية والتاريخية إلى أن البناة الأصليين والسكان اللاحقين حافظوا على تقاليد رعوية حيث لعبت الماشية دورًا رئيسيًا في الاقتصاد، ووخلصت هذه الدراسات أيضًا إلى أن التنظيم الاجتماعي والسياسي لعب أيضًا دورًا حاسمًا في إنشاء ثيمليش أوهينغا وغيرها من الهياكل المحصنة المحيطة.
كانت المواقع مأهولة على شكل موجات، وتشير الروايات الشفوية إلى أن أقدم السكان كانوا من الناطقين بلغة البانتو قبل هجرة المجموعات الناطقة باللغة النيلية، أظهر التحليل الأثري والإثنوغرافي للمواقع أن التنظيم المكاني يشبه إلى حد كبير تخطيط مساكن لو التقليدية، على سبيل المثال، مساكن لو دائرية مع نقطة التقاء محورية مجاورة لحظيرة ماشية مركزية، وهو نمط يمكن ملاحظته في ثيمليش أوهينجا، كما تُظهر الفخاريات المستردة في المواقع أنماطًا زخرفية محددة شائعة بين المتحدثين بلغة النيل الغربية (لو) وليس بين المتحدثين بلغة البانتو، وتشير هذه النتائج إلى أن سكان هذه الهياكل ساهموا أيضًا في أصل سكان المنطقة الحاليين الذين يعتبرون أنفسهم أعضاء في مجتمع لو لأسباب غير معروفة حتى الآن، هجر البناة الأصليون ثيمليش أوهينجا، وبمرور الوقت انتقلت مجتمعات أخرى إلى المنطقة في الفترة ما بين القرنين الخامس عشر والتاسع عشر، وحافظ عليها أولئك الذين عاشوا داخل المجمعات من خلال إصلاح وتعديل الهياكل، ولم يتعارض إعادة الإشغال والإصلاح مع الحفاظ على الهياكل، وتم إخلاء الموقع للمرة الأخيرة خلال النصف الأول من القرن العشرين حيث أرست الإدارة الاستعمارية السلام والنظام في المنطقة انتقلت العائلات التي تعيش في الحظائر إلى مساكن فردية باستخدام نبات الفربيون بدلاً من الحجر كمواد للسياج، وحدث تحول في العقلية حيث انتقل المجتمع المحلي من نظام معيشة جماعي إلى نظام أكثر فردية.

## الطراز المعماري
يعكس الطراز المعماري لثيمليش أوهينجا أسلوب البناء في زيمبابوي العظيمة التي تقع على بعد 1,900 ميل (3,100 كـم) جنوبًا في زيمبابوي، وإن كانت أصغر حجمًا. أحد الفروقات الملحوظة بين الموقعين هو أنه ثيمليش أوهينغا بُني باستخدام أحجار غير مُشكّلة وعشوائية سائبة مصنوعة من البازلت المحلي، في كلا الموقعين، ولم يُستخدم الملاط والحشو، وبالتالي تطلب الأمر عناية ومهارة كبيرتين لضمان الاستقرار، جدران ثيمليش أوهينغا قائمة بذاتها 1 م (3.3 قدم) بدون أساس محفور ويتراوح سمكها 0.5–4.5 م (1.6–14.8 قدم)يبلغ ارتفاعها، وتتقاطع الجدران البيضاوية بشكل منحني ومتعرج، باستخدام دعامات متقطعة لتعزيز ثباتها، وتتميز الأسوار المماثلة الموجودة في شمال نيانزا بميزات أخرى، مثل الأعمدة الصخرية والبطانات الحجرية، أما البوابات فتحوي عتبات حجرية وعلامات محفورة.
يُعد ثيمليش أوهينغا مثالاً على عمارة السافانا الدفاعية، التي أصبحت في نهاية المطاف أسلوباً تقليدياً في مختلف أنحاء شرق وجنوب أفريقيا. يُوحي ثيمليش أوهينغا إلى جانب الأسوار الحجرية الأخرى، بمجتمع ذي نظام مركزي للحكم ونمط حياة جماعي انتشر في منطقة بحيرة فيكتوريا، ويمكن رؤية أشكال لاحقة من هذه العمارة ذات الجدران الحجرية في بعض المنازل التقليدية في غرب وجنوب غرب كينيا.

## المميزات الداخلية
يوجد برج مراقبة مبني من الصخور المرتفعة مباشرة بعد المدخل، ويوجد ثلاثة مداخل للنصب التذكاري الرئيسي في ثيمليش أوهينغا، واحد يواجه الغرب واثنان يواجهان الشرق، تم تقسيم الهياكل إلى ممرات والعديد من الحظائر الصغيرة والمنخفضات، وتم العثور على المنخفضات الدائرية والمنصات المرتفعة حيث تم بناء المنازل داخل الحظائر، يحتوي النصب التذكاري الرئيسي على ستة حفر منزلية وخمسة حظائر بداخله، يحتوي الجانب الشمالي الشرقي من الحظيرة الرئيسية في ثيمليش أوهينغا على قسم ألعاب ترفيهية حيث تنحني لعبة لوحية تشبه مانكالا، والمعروفة محليًا باسم أجوا، في سطح الصخر، وتم العثور أيضًا على أحجار طحن الحبوب في الموقع، وأقلام الماشية للأبقار والأغنام والماعز والدجاج والدجاج الغيني مع جدران احتجاز للحدائق، وتشمل بقايا الحيوانات في الموقع أنواعًا مستأنسة وبرية مثل الماشية والأغنام والماعز والدجاج والأسماك والثيران (كونغوني) والظباء والأرنب البري، وتم بناء المداخل عمدًا كممرات صغيرة، بحيث يمكن إخضاع المتسللين المحتملين بسرعة من قبل الحراس المتمركزين في برج المراقبة بالقرب من المدخل، يوفر برج المراقبة رؤية جيدة للمجمع بأكمله والمنطقة المحيطة به، وتتميز الحظائر أيضًا بحصون جانبية أصغر تحتوي على منازل ومناطق لتناول الطعام وأقلام حيوانات ومخازن حبوب كان هناك حداد حديد موجود في ثيمليش أوهينجا، وتم العثور على الحديد ومنفاخ دخان وأشياء حديدية في منطقة مسورة جزئيًا بجوار الحظيرة الرئيسية، تشير حبات الزجاج المستوردة في الموقع إلى أن ثيمليش أوهينجا كانت جزءًا من شبكة تجارة طويلة المدى.

## حفظ التراث
صنفت هيئة الحياة البرية الكينية والمتاحف الوطنية الكينية ثيمليش أوهينغا كموقعٍ للحفظ، وتعيش حيوانات برية مثل دجاج الغينيا، وأنواع مختلفة من القرود والطيور والظباء في الغابات المحيطة بالموقع. قدّمت المتاحف الوطنية الكينية طلبًا إلى اليونسكو نيابةً عن الحكومة، لإدراج المشهد الثقافي في ثيمليش أوهينغا على قائمة مواقع التراث العالمي. أُدرج الموقع في قائمة التراث العالمي عام 2018.